# Institute of International Finance
Het Institute of International Finance, Inc. (IIF) is een wereldwijde organisatie van financiële organisaties. Het IIF werd in 1983 opgericht door 38 banken uit de toenmalige toonaangevende industrielanden als antwoord op de Latijns-Amerikaanse schuldencrisis begin jaren '80. Het IIF is sindsdien uitgebreid tot meer dan 450 financiële bedrijven uit meer dan 70 landen: naast commerciële banken en beleggingsfondsen ook vermogensbeheerders, verzekeringsmaatschappijen, staatsinvesteringsfondsen, hedgefondsen, centrale banken en ontwikkelingsbanken.

## Global Debt Monitor
Het IIF publiceert ook de Global Debt Monitor, een kwartaalrapport over de schuldenlast per sector in de belangrijkste ontwikkelde en opkomende markten. De belangrijkste trends worden in de verf gezet, met behulp van een hele reeks internationale en nationale gegevensbronnen. 
In februari 2021 stelde de Monitor vast dat de schuldenberg in 2020 wereldwijd was gestegen, als gevolg van de coronamaatregelen, met $24 biljoen tot een record van $281 biljoen, voor het grootste deel in ontwikkelde economieën. Dit bedrag vertegenwoordigde 335% van het wereldwijd BBP. De stijging was groter dan de toename tijdens de kredietcrisis van 2008 en 2009.
Het hoofdkantoor is gevestigd in Washington D.C., met regiokantoren in Dubai, Beijing, Singapore en Brussel. 